# 戦闘の研究
『戦闘の研究』(Etudes sur le combat)とは1868年にフランスの軍人シャルル・アルダン・ドゥ＝ピックによって発表された軍事学の研究である。

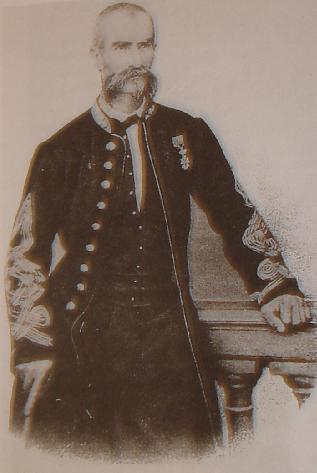
シャルル・アルダン・ドゥ＝ピック

1822年にフランスのペリグーで生まれたドゥ＝ピックは1844年に陸軍士官学校を卒業し、クリミア戦争やアフリカでの作戦に参加した。19世紀当時のフランス軍では普墺戦争で広く各国軍に導入された後装式の小銃の登場や、プロイセン軍での一般徴兵制の導入による国民軍の成立によって、それまでの軍事理論の妥当性を巡る議論を巻き起こすことになっていた。本書『戦闘の研究』はそのような情勢を背景として、彼が将校団の機関紙である将校会議広報に寄稿していた論文の一つであった。
ドゥ＝ピックは従来の軍事理論があまりに機械論的であることを批判し、あらゆる戦争の事柄に対する研究は人間の心理を起点とすることを主張している。なぜならば、戦争術が産業の発展や科学の進歩によって変化したとしても、人間の心理だけは決して変化しないためである。したがって軍事理論において戦闘力とは人間の集団心理に基づいた本能に由来する能力として把握すべきであり、だからこそ精神や士気に関する側面を見過ごしてはならない。ジョミニが論じたような軍事理論ではなく、実際の戦闘の事例を観察し、膨大な資料に立脚して論考することが戦争の科学的研究であるとドゥ＝ピッグは考えていた。
戦場の心理について、人間は勝利のために戦うわけではないと述べている。人間は自己保存の本能により、危険な前線から逃亡することには全力を挙げるものである。つまり人間にとって戦闘そのものは不自然なものであり、戦闘を強制されなければならない。原始的な戦闘では隊形を維持することなどせず、敵を急襲すれば敵は退却するものであった。しかし文明社会では人間を連帯感ある部隊で規律を与えることによって、人間の本能を克服することが可能である。このような方法は古代ローマ軍に由来するものであり、規律ある密集隊形を作ることで仲間同士で恐怖を相殺するのである。しかし小銃の発達によって疎開した隊形を余儀なくされる今日の戦闘では、大衆軍ではない規律ある精鋭の兵士が必要になると主張する。

## 翻訳
- 旗代大田訳『私家版近世欧州軍事史備忘録巻２　戦闘の研究』（同人誌、2021）。1921年の英訳版からの重訳。